# Altyn Asyr FK
Football Club Altyn Asyr (tiếng Turkmen: Altyn Asyr futbol kluby) là một câu lạc bộ bóng đá Turkmenistan có trụ sở ở Ashgabat. Thành lập năm 2008, họ thi đấu ở giải bóng đá cao nhất Turkmenistan, Ýokary Liga. Đội bóng vẫn thi đấu từ đó đến nay, 3 lần vô địch Turkmenistan Higher League liên tiếp (2014, 2015 và 2016). Câu lạc bộ cũng vô địch Cúp bóng đá Turkmenistan các năm 2009, 2015 và 2016 và thường xuyên thi đấu ở các giải đấu châu Á gần đây. Đội bóng thi đấu trên Sân vận động Ashgabat.

## Lịch sử
Đội bóng bắt đầu thi đấu ở giải vô địch và cúp Turkmenistan năm 2008. Từ những ngày đầu tiên tham gia, đội bóng có sự lãnh đạo của giám đốc Umarguly Nurmamedov. Từ năm 2008 đến giữa năm 2012, đội bóng được dẫn dắt bởi Ali Gurbani, từ giữa năm 2012 là Bayram Durdyýew. Từ giữa năm 2013, đứng đầu câu lạc bộ là Gurbanmurat Hojageldiev. Với 65 điểm, Altyn Asyr giành huy chương đồng ở Giải vô địch Turkmenistan 2013. Từ mùa giải 2014, đội bóng được dẫn dắt bởi Ýazguly Hojageldyýew, với sự giúp đỡ của các cầu thủ Turkmenistan nổi tiếng Goçguly Goçgulyýew và Gurbangeldi Durdyýew. Cuối mùa giải Ýokary Liga 2014, lần đầu tiên đội bóng vô địch giải Turkmenistan.
Mùa giải 2015, Altyn Asyr ra mắt ở Cúp AFC, thất bại trước Al-Saqr (0:1) trên Sân vận động Ashgabat. Đội bóng vô địch Siêu cúp bóng đá Turkmenistan 2015, và bảo vệ thành công chức vô địch Ýokary Liga 2015 sớm 6 vòng đấu. Tháng 12, đội bóng vượt qua Şagadam FK và vô địch Cúp bóng đá Turkmenistan 2015.

### Trong nước
| Mùa giải | Giải đấu | Giải đấu | Giải đấu | Giải đấu | Giải đấu | Giải đấu | Giải đấu | Giải đấu | Giải đấu | Cúp bóng đá Turkmenistan | Vua phá lưới                        | Vua phá lưới | Huấn luyện viên             |
| Mùa giải | Hạng     | Vt       | St       | T        | H        | B        | BT       | BB       | Đ        | Cúp bóng đá Turkmenistan | Cầu thủ                             | Giải đấu     | Huấn luyện viên             |
| -------- | -------- | -------- | -------- | -------- | -------- | -------- | -------- | -------- | -------- | ------------------------ | ----------------------------------- | ------------ | --------------------------- |
| 2008     | 1st      | 8        | 20       | 7        | 2        | 11       | 21       | 20       | 23       |                          |                                     |              | Ali Gurbani                 |
| 2009     | 1st      | 5        | 16       | 6        | 2        | 8        | 20       | 23       | 20       | Winners                  | Didargylyç Urazow                   | 10           | Ali Gurbani                 |
| 2010     | 1st      | 2        | 18       | 10       | 5        | 3        | 34       | 20       | 35       | Runners-up               | Amir Gurbani Gahrymanberdi Çoňkaýew | 10           | Ali Gurbani                 |
| 2011     | 1st      | 6        | 36       | 12       | 9        | 15       | 46       | 42       | 44       | Quarter-final            |                                     |              | Ali Gurbani                 |
| 2012     | 1st      | 6        | 32       | 13       | 7        | 12       | 46       | 39       | 46       | Quarter-final            |                                     |              | Ali Gurbani Baýram Durdyýew |
| 2013     | 1st      | 3        | 36       | 20       | 5        | 11       | 73       | 37       | 65       | Runners-up               |                                     |              | Baýram Durdyýew             |
| 2014     | 1st      | 1        | 36       | 29       | 5        | 2        | 91       | 25       | 92       | Quarter-final            | Didar Durdyýew                      | 26           | Ýazguly Hojageldyýew        |
| 2015     | 1st      | 1        | 36       | 29       | 5        | 2        | 81       | 21       | 92       | Vô địch                  | Süleýman Muhadow                    | 29           | Ýazguly Hojageldyýew        |
| 2016     | 1st      | 1        | 36       | 30       | 5        | 1        | 108      | 19       | 95       | Vô địch                  | Süleýman Muhadow                    | 30           | Ýazguly Hojageldyýew        |
| 2017     | 1st      | 1        | 32       | 25       | 4        | 3        | 83       | 24       | 79       | Semi-Final               |                                     |              | Ýazguly Hojageldyýew        |
| 2018     |          |          |          |          |          |          |          |          |          |                          |                                     |              |                             |

### Châu lục
Tính đến trận đấu diễn ra ngày 3 tháng 10 năm 2018
| Giải đấu | St | T  | H | B | BT | BB | HS  |
| -------- | -- | -- | - | - | -- | -- | --- |
| Cúp AFC  | 23 | 11 | 8 | 4 | 42 | 24 | +18 |
| Tổng     | 23 | 11 | 8 | 4 | 42 | 24 | +18 |

| Mùa giải | Giải đấu | Vòng                           | Câu lạc bộ          | Sân nhà | Sân khách | Tổng tỉ số |  |
| -------- | -------- | ------------------------------ | ------------------- | ------- | --------- | ---------- |  |
| 2015     | Cúp AFC  | Vòng Sơ loại                   | Shabab Al-Dhahiriya | 0–1     | –         | 0–1        |  |
| 2016     | Cúp AFC  | Group A                        | Al-Wehdat           | 0–0     | 1–1       | 4th        |  |
| 2016     | Cúp AFC  | Group A                        | Al Ahed             | 2–0     | 0–3       | 4th        |  |
| 2016     | Cúp AFC  | Group A                        | Hidd                | 1–2     | 1–1       | 4th        |  |
| 2017     | Cúp AFC  | Group D                        | Istiklol            | 1–1     | 0–1       | 2nd        |  |
| 2017     | Cúp AFC  | Group D                        | Alay                | 4–1     | 2–1       | 2nd        |  |
| 2017     | Cúp AFC  | Group D                        | Dordoi Bishkek      | 3–0     | 2–0       | 2nd        |  |
| 2018     | Cúp AFC  | Group D                        | Istiklol            | 2–2     | 3–2       | 1st        |  |
| 2018     | Cúp AFC  | Group D                        | Alay Osh            | 5–0     | 6–3       | 1st        |  |
| 2018     | Cúp AFC  | Group D                        | Ahal                | 1–0     | 0–0       | 1st        |  |
| 2018     | Cúp AFC  | Inter-zone play-off semi-final | Bengaluru           | 2–0     | 3–2       | 5–2        |  |
| 2018     | Cúp AFC  | Inter-zone play-off final      | April 25            | 1–1     | 2–2       | 3–3        |  |
| 2018     | Cúp AFC  | 2018                           | Al-Quwa Al-Jawiya   |         | –         |            |  |

## Sân vận động
Sân nhà chính cho các trận đấu Cúp AFC là Sân vận động Köpetdag, có sức chứa 26.000 người. Sân vận động này nằm ở Ashgabat. Sân nhà cho giải đấu quốc nội Ýokary Liga là Sân vận động Ashgabat (có sức chứa 20.000 người), nằm ở phía nam thành phố.

## Nhân viên câu lạc bộ

### Ban quản lý
- Gurbanmyrat Hojageldiyev: Chủ tịch
- Kichigul Kichigulov: Nhân viên truyền thông
- Annamuhammet Yarov: Quản lý

### Ban kĩ thuật
- Yazguly Hodjageldiev: Huấn luyện viên trưởng
- Dmitriý Korj: Trợ lý huấn luyện viên
- Goçguly Goçgulyýew: Huấn luyện viên
- Gurbangeldi Durdyýew: Huấn luyện viên thể hình
- Hojaahmet Arazov: Huấn luyện viên thể lực
- Begench Garayev: Bác sĩ
- Dovlet Gylyjov: Bác sĩ

## Danh hiệu
Ýokary Liga (8)2014, 2015, 2016, 2017, 2018, 2019, 2020, 2021.
Cúp bóng đá Turkmenistan (5)2009, 2015, 2016, 2019, 2020.
Turkmenistan Super Cup (4)2015, 2016, 2017, 2018.
Turkmenistan President's Cup (2)2010, 2011.